# István Szabó
István Szabó (ur. 18 lutego 1938 w Budapeszcie) – węgierski reżyser i scenarzysta filmowy, laureat Oscara.

## Życiorys
W 1961 ukończył szkołę filmową w Budapeszcie. Najbardziej znany jest ze swej trylogii: Mefisto (1981), Pułkownik Redl (1985) i Hanussen (1988).
Zasiadał w jury konkursu głównego na 39. MFF w Cannes (1986).
Szabó przyznał się w opublikowanej w 2006 wypowiedzi, że w latach 50 XX w. był tajnym współpracownikiem komunistycznej tajnej policji Államvédelmi Hatóság, według własnych słów, „aby ocalić kolegę ze szkoły filmowej przed represjami i śmiercią”.

## Filmografia
- 1964: Wiek marzeń (Álmodozások kora)
- 1966: Ja, twój syn (Apa)
- 1970: Film o miłości (Szerelmesfilm)
- 1976: Budapeszteńskie opowieści (Budapesti Mesék)
- 1980: Zaufać (Bizalom)
- 1980: Zielony ptak (Der grüne Vogel) z Krystyną Jandą
- 1981: Mefisto (Mephisto) z Krystyną Jandą i Klausem Maria Brandauerem
- 1983: Bali
- 1985: Pułkownik Redl (Redl ezredes) z Klausem Maria Brandauerem
- 1988: Hanussen z Klausem Maria Brandauerem
- 1991: Schadzka z Wenus (Találkozás Vénusszal)
- 1991: Kochana Emmo, droga Böbe (Édes Emma, drága Böbe)
- 1999: Kropla słońca (A napfény íze)
- 2001: Sztuka wyboru (Taking Sides)
- 2004: Julia (Being Julia)
- 2006: Krewni (Rokonok)
- 2012: Zamknięte drzwi
- 2020: Zárójelentés

## Nagrody
- Nagroda Akademii Filmowej Najlepszy film nieanglojęzyczny: 1981 Mefisto
- Nagroda BAFTA Najlepszy film nieanglojęzyczny: 1986 Pułkownik Redl
- Nagroda na MFF w Cannes
  - Nagroda FIPRESCI: 1981 Mefisto
  - Nagroda Jury: 1985 Pułkownik Redl
- Nagroda na MFF w Berlinie
  - Srebrny Niedźwiedź dla najlepszego reżysera: 1980 Zaufać
  - Nagroda Jury Ekumenicznego: 1992 Kochana Emmo, droga Böbe